# Sector 5 (Bucarest)

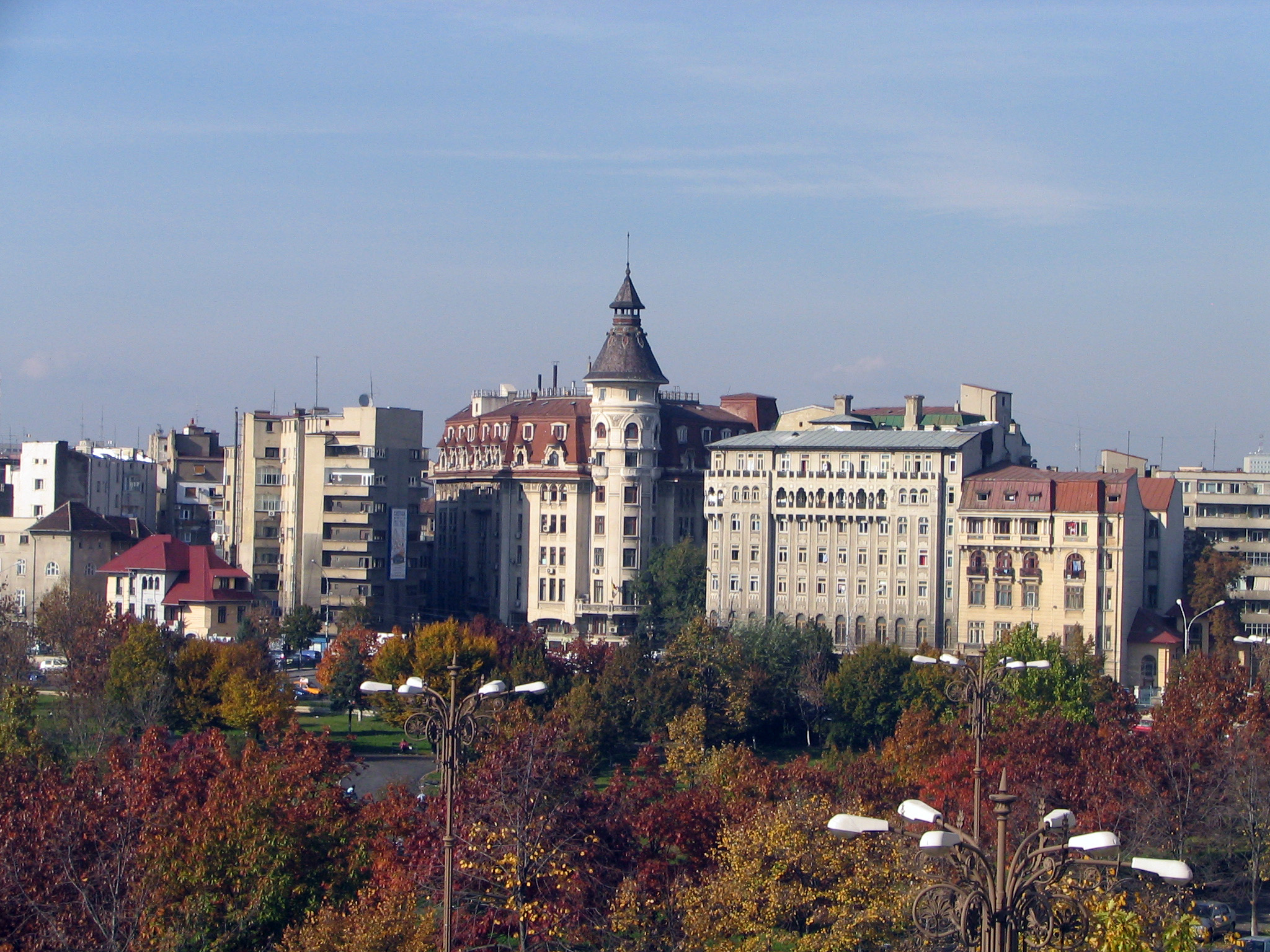
Sector 5 de Bucarest.

El Sector 5 de Bucarest es una de las seis divisiones administrativas que componen la capital de Rumanía. El sector se halla ubicado entre el Sector 4 (al este), el Sector 6 al oeste y el Sector 1 (al norte).
Este quinto sector está formado por los siguientes distritos: Rahova, Ferentari, Cotroceni, 13 Septembrie, Dealul Spirii.
En la actualidad, el alcalde de la localidad es Daniel Marian Vanghelie, del Partido Socialdemócrata. El ayuntamiento de este sector cuenta con 27 escaños, repartidos en 2004 a través de los resultados electorales de la siguiente manera:
- Justicia y Verdad: 12 escaños
- Partido Socialdemócrata: 8 escaños

- Partido Nacional Liberal: 12 escaños
- Partido Demócrata: 7 escaños
- Partido de la Gran Rumanía: 4 escaños
- Partido Conservador: 2 escaños

- Datos: Q167630
- Multimedia: Sector 5 (Bucharest) / Q167630